# Margarete Heumader
Margarete Martha Heumader (1931 in Röhrsdorf – 2010), geb. Kappler, war Köchin im Haushalt des Schriftstellers Gerhart Hauptmann.

## Leben
Margarete Heumader trat als junges Mädchen 1937 ihre Stelle als Köchin im Haushalt des Nobelpreisträgers Gerhart Hauptmann in dessen schlesischem Wohnhaus Haus Wiesenstein in Agnetendorf (heute Jagniątków in Polen) an. Sie war in Röhrsdorf (heute Rzędziny) geboren und aufgewachsen. Sie war eine wichtige Augenzeugin seiner späten Jahre. Margarete Martha Kappler (gerufen Martha) arbeitete insgesamt sieben Jahre für die Familie und begleitete Hauptmann und seine Frau in den Sommermonaten auch monatelang in die Sommerfrische auf die Insel Hiddensee.
Nach Hauptmanns Tod 1946 verließ sie mit der Ehefrau und vielen anderen Dienstboten und Nachbarn Agnetendorf. Mit der Familie von Hauptmanns Sohn Benvenuto Hauptmann kam sie nach Oberhaselbach in Niederbayern und blieb bis zu deren Übersiedlung nach München (1951) im Dienst der Familie Hauptmann. Sie heiratete 1952 den Niederbayern Otto Heumader und blieb in Oberhaselbach, wo sie auch Teile des Hauptmann-Nachlasses verwahrte. Später berichtete sie in ihrer neuen niederbayerischen Heimat Oberhaselbach über die sieben Jahre Dienst bei der Familie Hauptmann. Bei der Wiedereröffnung des Hauptmann-Museums in Haus Wiesenstein im Riesengebirge im Jahre 2001 war sie anwesend.